# 阿里·穆斯塔法耶夫
阿里·穆斯塔法耶夫（1952年4月14日—1991年11月20日），是一名阿塞拜疆战地记者。他因在第一次纳戈尔诺-卡拉巴赫战争中身亡，而被追授为阿塞拜疆国家英雄。

## 生平
1952年4月14日，穆斯塔法耶夫出生在阿塞拜疆苏维埃社会主义共和国卡扎赫的卡扎赫贝利村。1969年，他在达什萨拉赫利村中学完成了他的中等教育。1971年到1973年，穆斯塔法耶夫在苏联武装部队服役，退役后返回阿塞拜疆，供职于巴库电气工程厂。1976年，他考入巴库国立大学，1981年毕业，获得新闻学学位。毕业后，他进入阿塞拜疆国家电视广播公司，负责新闻节目工作。当第一次纳戈尔诺-卡拉巴赫战争爆发后，穆斯塔法耶夫被派往前线报道。
1991年11月20日14时42分，一架米-8直升机在阿塞拜疆纳戈尔诺-卡拉巴赫霍贾文德区的卡拉肯德村附近被亚美尼亚军队击落，穆斯塔法耶夫与其他22名乘客和机组人员一同遇难。该坠机事件无一幸存。

## 纪念
阿里·穆斯塔法耶夫死后葬于巴库烈士长廊。1992年11月6日，阿塞拜疆总统发布第294号总统令，追授阿里·穆斯塔法耶夫“阿塞拜疆国家英雄”。此外他还被授予“共和国荣誉记者”称号。阿塞拜疆首都巴库的202中学以他命名。

## 相关
- 1991年阿塞拜疆军队米-8直升机击落事件（英语：1991 Azerbaijani Mil Mi-8 shootdown）
- 钦吉斯·穆斯塔法耶夫（英语：Chingiz Mustafayev）
- 奥斯曼·米尔扎耶夫
- 阿塞拜疆国家英雄